# 安妮法規
《安妮法規》（英語：Statute of Anne），又稱《1710年版權法令》（Copyright Act 1710），詳題是《為鼓勵知識創作授予作者及購買者就其已印刷成冊的圖書在一定時期內之權利的法令》（An Act for the Encouragement of Learning, by vesting the Copies of Printed Books in the Authors or purchasers of such Copies, during the Times therein mentioned），是世界上第一部保護書本作者著作權的法令。這項法令於1709年在英國由安妮女王頒佈，並於1710年4月10日正式執行。

## 原因
Stationer's公司在1556年瑪麗一世所賜予的制作書籍專利。在壟斷的情況下，公司會向作者購買其手稿並享有永遠的專利。作家不滿公司的享有獨家永久專利權，但他們也不能自行銷售作品，所以只好繼續向公司提供手稿。

## 法例內容
法例取代了Stationer's公司的專利，並經過多次修正及更新，最後在1695年取消了Stationer's公司的專利。並為在1709年前的作品給予永遠的專利，而在1709年前已印刷的作品則有21年的專利，在1709年後印刷的作品則有14年專利，並規定Stationer's公司所印刷的作品必須提供9份不同的複印品給予英國不同的圖書館。